# (200416) 2000 SG181
(200416) 2000 SG181 es un asteroide perteneciente al cinturón de asteroides, región del sistema solar que se encuentra entre las órbitas de Marte y Júpiter, descubierto el 19 de septiembre de 2000 por el equipo del Near Earth Asteroid Tracking desde el Observatorio de Haleakala, Hawái, Estados Unidos.

## Designación y nombre
Designado provisionalmente como 2000 SG181. 

## Características orbitales
2000 SG181 está situado a una distancia media del Sol de 2,411 ua, pudiendo alejarse hasta 2,710 ua y acercarse hasta 2,113 ua. Su excentricidad es 0,123 y la inclinación orbital 6,968 grados. Emplea 1368,24 días en completar una órbita alrededor del Sol.

## Características físicas
La magnitud absoluta de 2000 SG181 es 16,7. 